# Norbert Anne
Norbert Anne est un homme politique français né le 5 mai 1840 à Fresney-le-Puceux (Calvados) et mort le 5 novembre 1894 à Caen (Calvados).
Vétérinaire, il est président de l'association vétérinaire normande, chef sanitaire du département du Calvados. Conseiller municipal de Caen en 1882, conseiller général en 1883, il est sénateur du Calvados, siégeant à gauche, de 1892 à 1894.

## Distinctions
- Chevalier de la Légion d'honneur (1890)

## Sources
- « Norbert Anne », dans le Dictionnaire des parlementaires français (1889-1940), sous la direction de Jean Jolly, PUF, 1960 [détail de l’édition]